# Трункельсберг
Трункельсберг (нем. Trunkelsberg) — община в Германии, в земле Бавария. 
Подчиняется административному округу Швабия. Входит в состав района Нижний Алльгой.  Население составляет 1760 человек (на 31 декабря 2010 года). Занимает площадь 1,90 км².